# Wim Peters (burgemeester)
Willem Marie Adriaan (Wim) Peters (Oosterhout, 28 september 1921 - Amersfoort, 23 februari 2019) was een Nederlands burgemeester van Wijk bij Duurstede, Cothen en Losser. Hij was tevens lid van de Provinciale Staten van Utrecht. In 1986 werd Peters benoemd tot officier in de Orde van Oranje Nassau. 
Daarvoor was hij werkzaam als journalist bij de Volkskrant en De Maasbode. Voor de Katholieke Volkspartij was hij mede-oprichter van de KVP-jongerenorganisatie en directeur van het vormingscentrum van de KVP Romme-instituut in Baarn. In deze gemeente was hij ook lid van de gemeenteraad, wethouder en locoburgemeester. 

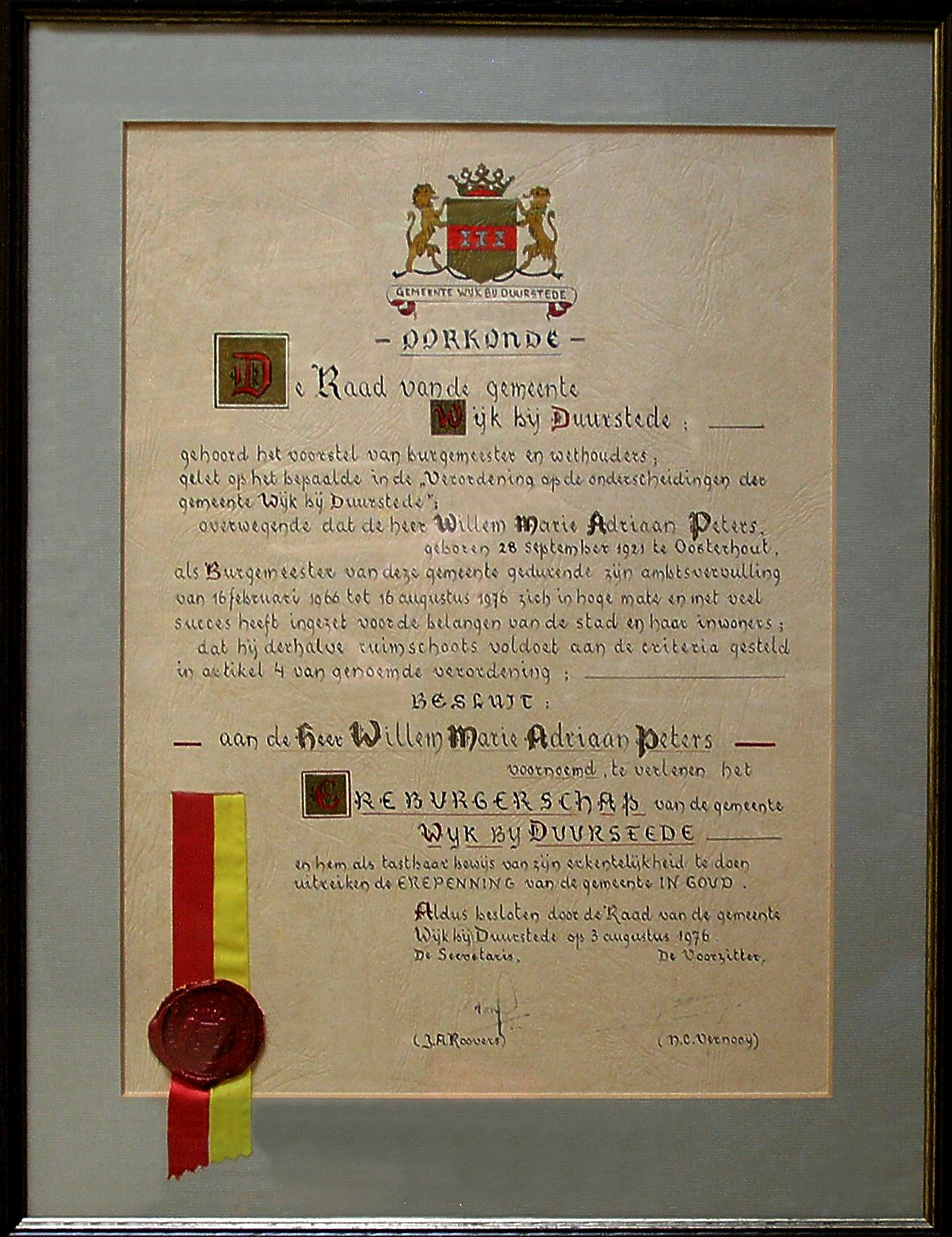
Het ereburgerschap van Wijk bij Duurstede werd aan Peters verleend bij zijn afscheid als burgemeester aldaar

Peters overleed eind februari 2019, hij werd 97 jaar oud.